# Distrito de Wąbrzeźno
Wąbrzeźno (polaco: powiat wąbrzeski) es un distrito (powiat) del voivodato de Cuyavia y Pomerania (Polonia). Fue constituido el 1 de enero de 1999 como resultado de la reforma del gobierno local de Polonia aprobada el año anterior. Limita con otros cinco distritos de Cuyavia y Pomerania: al norte con Grudziądz, al este con Brodnica, al sur con Golub-Dobrzyń, al suroeste con Toruń y al oeste con Chełmno; y está dividido en cinco municipios (gmina): uno urbano (Wąbrzeźno) y cuatro rurales (Dębowa Łąka, Książki, Płużnica y Wąbrzeźno). En 2011, según la Oficina Central de Estadística polaca, el distrito tenía una superficie de 501,95 km² y una población de 34 743 habitantes.